# Hadejia-Nguru-Feuchtgebiete
Koordinaten: 12° 54′ 0″ N, 11° 0′ 0″ O
Die Hadejia-Nguru-Feuchtgebiete liegen in der nordöstlichen Region Nigerias. Sie erstrecken sich auf einer Fläche von ca. 3.500 km² zwischen den Städten Hadejia und Gashua, in den Bundesstaaten Jigawa und Yobe. Die Hadejia-Nguru-Feuchtgebiete sind von großer internationaler Bedeutung; sie bilden ein wichtiges Rast- und Überwinterungsgebiet für Zugvögel aus der nördlichen Hemisphäre. Es wurden 377 Vogelarten mit einer errechneten Gesamtpopulation von 259.767 im Jahr 1995, 201.133 im Jahr 1996 und 324.510 im Jahr 1997 gezählt. Der jährliche Niederschlag in der Region wird mit 200 bis 600 mm/m² angegeben, die in der Regenzeit des westafrikanische Monsuns in den Monaten Juni bis September fallen.

## Beschreibung
Die Hadejia-Nguru-Feuchtgebiete werden von einem Binnendelta der Flüsse Hadejia, Kafin Hausa und Jama’are gebildet. Der Hadejia ist der Hauptzufluss und spaltet sich bei dem Ort Hadejia in drei Nebenarme auf, dies sind der Alte Hadejia-Fluss, der Burum Gana und der Marma-Kanal. Der Marma-Kanal fließt nach Nordosten in den abflusslosen Nguru-See, die beiden anderen Arme verbinden sich nach ca. 105 km wieder miteinander. Der Kafin Hausa fließt in den Jama’are, dieser verbindet sich mit wiedervereinigten Hadejia kurz vor der Ortschaft Gashua und bildet den Komadugu Yobe, dieser Zusammenfluss bildet den östlichen Abschluss der Hadejia-Nguru-Feuchtgebiete. 
Ihre größte Ausdehnung erreichen die Feuchtgebiete mit dem Einsetzen der Flutsaison ab August und September, sie bestehen dann aus einem Geflecht von Kanälen und kleineren Seen. Die Größe der Überflutungsgebiete hat sich in den letzten Jahrzehnten stark reduziert, so hatten die Feuchtgebiete Anfang der 1960er Jahre eine durchschnittliche Ausdehnung von 4.125 km², in besonders niederschlagsreichen Jahren sogar bis zu 6.000 km² mit einer offenen Wasserfläche von ca. 2.000 km². Diese Überflutungsflächen reduzierten sich durch den Rückgang der Niederschlagsmengen, den Bau von Staudämmen am Oberlauf und die extensive Wasserentnahme für Bewässerungsprojekte auf ca. 3.500 km² in den 1990er Jahren.

## Ökologie
Die Hadejia-Nguru-Feuchtgebiete liegen im Vegetationsgürtel der Sahel-Akazien-Savanne der Sahelzone, mit jährlichen Niederschlägen von 200 bis 600 mm/m². In dem Gebiet lassen sich drei spezielle Hauptvegetationstypen finden. Die erste ist die Strauchsavanne, die sich in den höher gelegenen Gebieten ausbreitet. Die zweite wird als Tudu bezeichnet, die sich auf sandigen Böden ausbreitet und von einer großen Anzahl von Tümpeln durchzogen wird. Die vorherrschenden Baumarten sind Anabaum (Acacia albida), Ziziphus spp., Wüstendattel (Balanites aegyptiaca), Tamarindenbaum (Tamarindus indica) und Afrikanischer Affenbrotbaum (Adansonia digitata), unterlegt sind diese mit einer Vegetation aus den Grasarten Cenchrus biflorus, Andropogon spp. und Vetiveria nigritana. An den Flussauen dehnen sich Galeriewälder, regional als Kumri-Wälder bezeichnet, aus. Diese bestehen hauptsächlich aus den Baumarten Khaya senegalensis, Mitragyna inermis und Diospyros mespiliformis. Auf einigen Flächen wurden die Kumri-Wälder ersetzt durch Plantagen mit Mango (Mangifera indica) und Echter Guave (Psidium guajava). Der dritte Vegetationstyp breitet sich in den Überflutungsgebieten aus und wird regional als Fadama bezeichnet. Die Hauptbaumarten sind Acacia nilotica und Doumpalme (Hyphaene thebaica). Große Grasflächen breiten sich in den Flussauen aus, die dominierenden Arten sind Echinochloa und Oryza spp., in trockneren Gebieten der Fadama-Vegetation sind es die Gräser Dactyloctenium aegyptium, Setaria spp. und Cyperus spp. Die übermannshohen Typha domingensis und  Mimosa pigra wachsen an den Ufern der Seen. 
Das 1010,95 km² große Baturiya Wetlands Game Reserve und der 581 km² große Nguru-See- (und Marma-Kanal-) Komplex wurden 2008 in die Liste der Feuchtgebiete von internationaler Bedeutung der Ramsar-Konvention aufgenommen. Die Bade-Nguru-Feuchtgebiete sind Teil des Nationalparks Tschadbecken auf einer Fläche von 938 km², das Kerngebiet des Nationalparks in dieser Region bildet das Dagona-Wasservögel-Schutzgebiet.

## Quelle
- BirdLife International: Hadejia-Nguru wetlands. Abgerufen am 17. Januar 2022.
- Pre-water audit for the Komadugu Yobe Basin (Memento vom 6. Dezember 2015 im Internet Archive) (PDF; 1,27 MB)
- Der Nationalpark Tschadbecken auf der Webseite des Nigeria Park Service (Memento vom 14. März 2012 im Internet Archive) (englisch)